# Geikie-Gletscher (Südgeorgien)
Der Geikie-Gletscher ist ein Gletscher im Zentrum Südgeorgiens. Er fließt in nordöstlicher Richtung zur Mercer Bay am südwestlichen Ende der Cumberland West Bay.
Erstmals kartiert wurde er bei der Schwedischen Antarktisexpedition unter der Leitung Otto Nordenskjölds. Dieser benannte den Gletscher nach dem britischen Geologen Archibald Geikie (1835–1924), Leiter des British Geological Survey von 1882 bis 1901.